# Мила агресія
Мила агресія або грайлива агресія — це поверхнево агресивна поведінка людини, викликана виглядом чогось надзвичайно милого, наприклад маленької людини чи тварини. Люди, які відчувають милу агресію, можуть скрипіти зубами, стискати кулаки або відчувати бажання вкусити, вщипнути чи стиснути те, що вони вважають нестерпно милим.

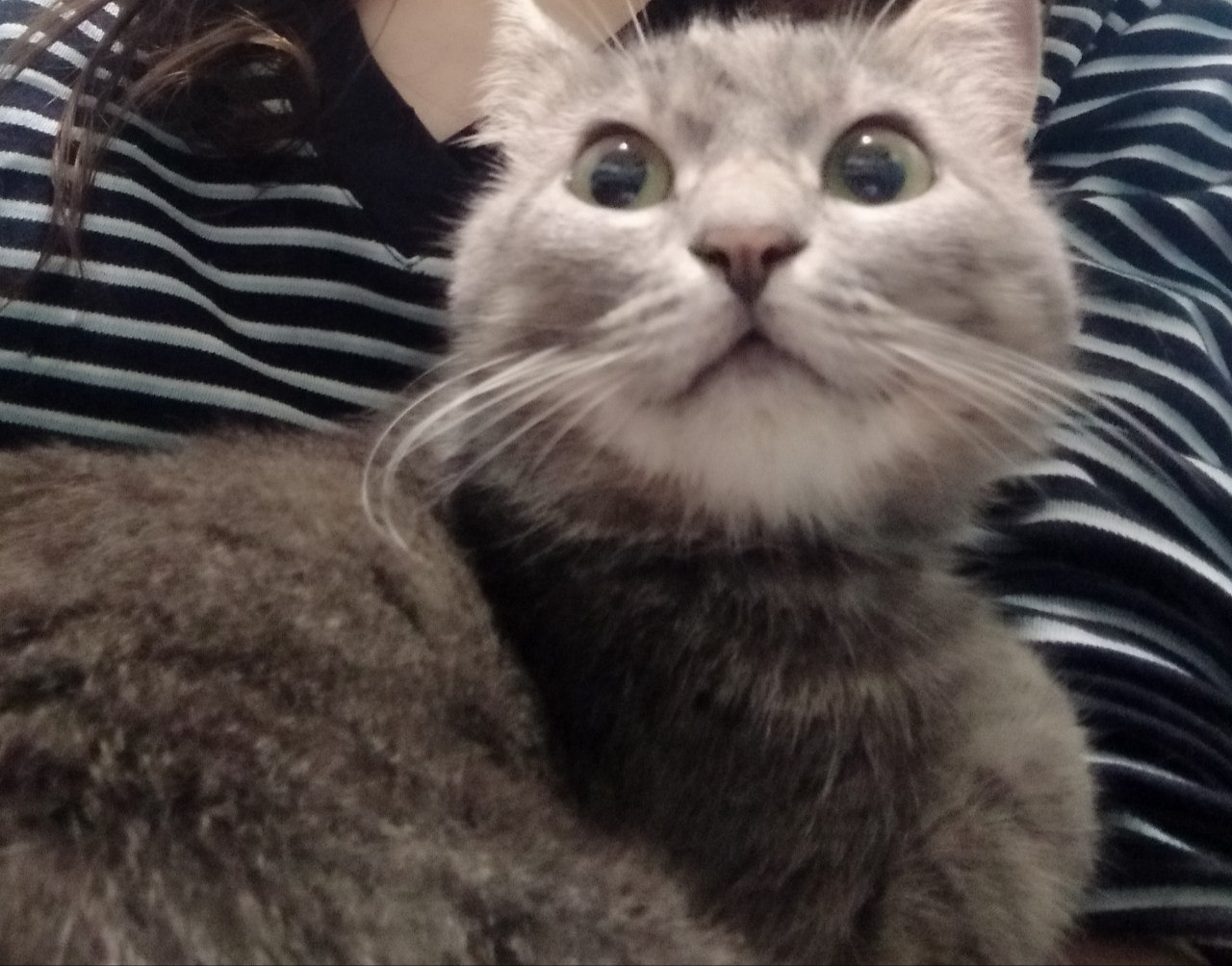
Тріґери, подібні до наведених вище світлин, можуть викликати поверхневі агресивні тенденції, опосередковані гормональним контролем.

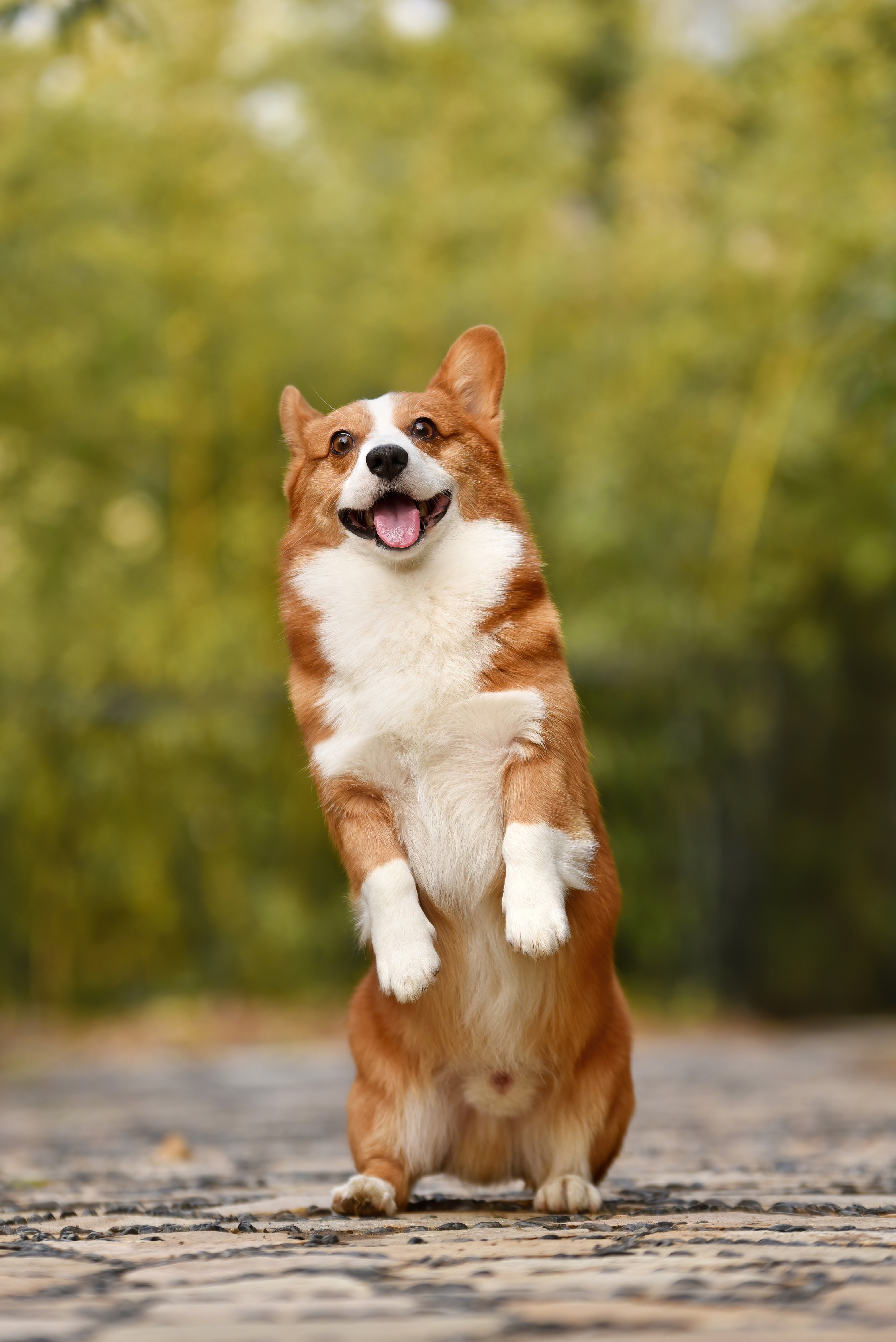

## Термінологія
Перші дослідження милої агресії були проведені під керівництвом Оріани Арагон (Oriana Aragón) Термін «мила агресія» був широко розповсюджений ЗМІ у 2013 році після того, як Ребекка Дайер і Арагон представили перші дослідження своєї команди на цю тему на щорічній зустрічі Товариства особистості та соціальної психології 18 січня. У 2015 році Арагон з колегами опублікували свою першу наукову статтю на цю тему, використовуючи альтернативний термін "грайлива агресія", який визначається наступним чином:
Грайлива агресія - це вираз обличчя, який люди іноді демонструють при спілкуванні із немовлятами. Іноді ми говоримо щось агресивне і виглядаємо більш розлюченими, ніж щасливими, навіть якщо ми щасливі. Наприклад, деякі люди скрегочуть зубами, стискають руки, щипають себе за щоки або кажуть щось на кшталт "Я хочу тебе з'їсти!". Було б важко запитати про всі можливі прояви ігрової агресії, тому ми запитуємо загалом про подібні речі, називаючи їх грайливою агресією.

### Іншими мовами
Поняття грайливої агресії також передається кількома неанглійськими термінами. Наприклад, у філіппінській мові слово gigil означає "скрегіт зубів і бажання вщипнути або стиснути щось нестерпно миле". В індонезійській слово gemas означає накопичене почуття, яке ви відчуваєте, коли бачите милі об'єкти, і яке потім призводить до скреготу зубів або бажання вщипнути. Слово geram в малайській мові інкапсулює милу агресію, але також може неоднозначно означати гнів або розчарування. Тайською це поняття називається man kiao (หมั่นเขี้ยว). В Іспанії та деяких латиноамериканських країнах його зазвичай називають cosa, наприклад, "Ese gatito me da cosa" (дослівно "Це кошеня дає мені цю штуку"), що супроводжується щипанням або стисканням зубів і кусанням, але радісними рухами.

## Функція
Грайлива агресія є типом "диморфного" прояву, при якому позитивний досвід викликає вираження, що зазвичай асоціюється з негативними емоціями. Така поведінка частіше зустрічається в осіб, які відчувають диморфні емоції в різних ситуаціях, і може допомогти регулювати емоції, врівноважуючи переважно позитивну емоцію з негативною відповіддю.
Інтенсивні позитивні почуття часто породжують гібридні категорично позитивні та типові негативні вирази. Це часто спостерігається в ситуаціях, коли людину настільки переповнює щастя, що вона починає розчулюватися або навіть плакати. Така регуляція емоцій отримала назву "диморфна експресія". Модель диморфної експресії має на меті визначити достовірність цього явища за допомогою дослідження, що включає серію запитань, які ставлять суб'єктам в умовах, коли вони не піддавалися впливу милого стимулу, і в умовах, коли вони піддавалися впливу цього стимулу.

## Природні схильності
Людині притаманна природна схильність до піклування. Як біологічний вид, люди значною мірою покладаються на батьківську турботу для того, щоб їхні нащадки вижили. Люди мають дуже низький рівень репродуктивності порівняно з іншими видами, що посилює важливість батьківської турботи для виживання їхніх нечисленних нащадків. Ці почуття, як правило, знаходяться на безперервній шкалі, а не на певному пороговому значенні. Градієнт є найбільш інтенсивним для об'єктів, які ми сприймаємо як більш милі порівняно з об'єктами, які не є такими милими, але все одно викликають реакцію.

### Пояснювальні
1. ↑  See author contribution statements in Aragón et al. (2015).[2]

### Цитування
1. ↑  Anna Brooks and Ricky van der Zwan (2013)
 "Explainer: what is cute aggression?" The Conversation, 10 September 2013. Accessed 2 September 2013.
2. 1 2 3 4 5 6 7  Oriana R. Aragón, Margaret S. Clark, Rebecca L. Dyer and John A. Bargh (2015) "Dimorphous Expressions of Positive Emotion: Displays of Both Care and Aggression in Response to Cute Stimuli", Psychological Science, 26(3): 259–273 (27 January 2015). doi:10.1177/0956797614561044.
3. ↑  Anna Brooks and Ricky van der Zwan (2013) "Explainer: what is cute aggression?" The Conversation, 10 September 2013. Accessed 2 September 2013.
4. ↑  Stephanie Pappas (2013) "'I Wanna Eat You Up!' Why We Go Crazy for Cute" LiveScience, 21 January 2013. Accessed 2 September 2013.
5. ↑  Oriana R. Aragón, Margaret S. Clark, Rebecca L. Dyer and John A. Bargh (2015) "Dimorphous Expressions of Positive Emotion: Displays of Both Care and Aggression in Response to Cute Stimuli", Psychological Science, 26(3): 259–273 (27 January 2015). doi:10.1177/0956797614561044.
6. ↑  Amy Smith (2017) "Cute anger management" Lateral magazine, 9 August 2017. Accessed 2 September 2017.
7. ↑  Oriana R. Aragón, Margaret S. Clark, Rebecca L. Dyer and John A. Bargh (2015) "Dimorphous Expressions of Positive Emotion: Displays of Both Care and Aggression in Response to Cute Stimuli", Psychological Science, 26(3): 259–273 (27 January 2015). doi:10.1177/0956797614561044.
8. ↑  Stavropoulos, Katherine (4 грудня 2018). "It's so Cute I Could Crush It!": Understanding Neural Mechanisms of Cute Aggression. Frontiers in Behavioral Neuroscience. 12: 300. doi:10.3389/fnbeh.2018.00300. PMC 6288201. PMID 30564109.